# القرايا
قرية القرايا هي إحدى القرى التابعة لمركز إسنا في محافظة الأقصر في جمهورية مصر العربية. حسب إحصاءات سنة 2006، بلغ إجمالي السكان في القرايا 10527 نسمة، منهم 5354 رجل و5173 امرأة.